# شمارش معکوس (آلبوم اکسو)
شمارش معکوس (انگلیسی: Countdown) نخستین آلبوم استودیویی به زبان ژاپنی (و پنجمین آلبوم کلی) گروه پسرانهٔ کره‌ای اکسو است. این آلبوم در ۳۱ ژانویه ۲۰۱۸ توسط اوکس تراکس و اس‌ام انترتینمنت منتشر شد. این آلبوم شامل قطعات ژاپنی منتشرشدهٔ پیشین اکسو، به همراه چهار ترانهٔ جدید از جمله تک‌آهنگ آغازین «بوسه الکتریکی» است.

## جدول‌های موسیقی
| جدول (۲۰۱۸)                                | بالاترین جایگاه |
| ------------------------------------------ | --------------- |
| دانلود آلبوم‌های فرانسه (اس‌ان‌پی‌ئی)          | ۱۲۶             |
| آلبوم‌های ژاپنی (اوریکون)                   | ۱               |
| آلبوم‌های داغ ژاپنی (بیلبورد ژاپن)          | ۱               |
| آلبوم‌های موسیقی ملل ایالات متحده (بیلبورد) | ۴               |

| جدول (۲۰۱۸)              | جایگاه |
| ------------------------ | ------ |
| آلبوم‌های ژاپنی (اوریکون) | ۳۱     |

## گواهی‌نامه‌ها
| منطقه           | گواهی | واحد گواهی‌شده/فروش |
| --------------- | ----- | ------------------ |
| ژاپن (آرآی‌ای‌جی) | طلا   | ۱۲۳٬۴۸۹            |

## تاریخچه انتشار
| منطقه | تاریخ          | فرمت                  | ناشر                 |
| ----- | -------------- | --------------------- | -------------------- |
| ژاپن  | ۳۱ ژانویه ۲۰۱۸ | سی‌دی دی‌وی‌دی           | اوکس تراکس اس‌ام ژاپن |
| مختلف | ۳۱ ژانویه ۲۰۱۸ | دانلود دیجیتال استریم | اوکس تراکس اس‌ام ژاپن |